# Bitwa o Rosebud
Bitwa o Rosebud (znana też jako Bitwa nad potokiem Rosebud) – starcie zbrojne, które miało miejsce 17 czerwca 1876 roku, na terytorium obecnego stanu Montana. Bitwa stoczona została przez siły US Army i Dakotów oraz sprzymierzonych z nimi plemion podczas wojny o Black Hills.

## Tło historyczne

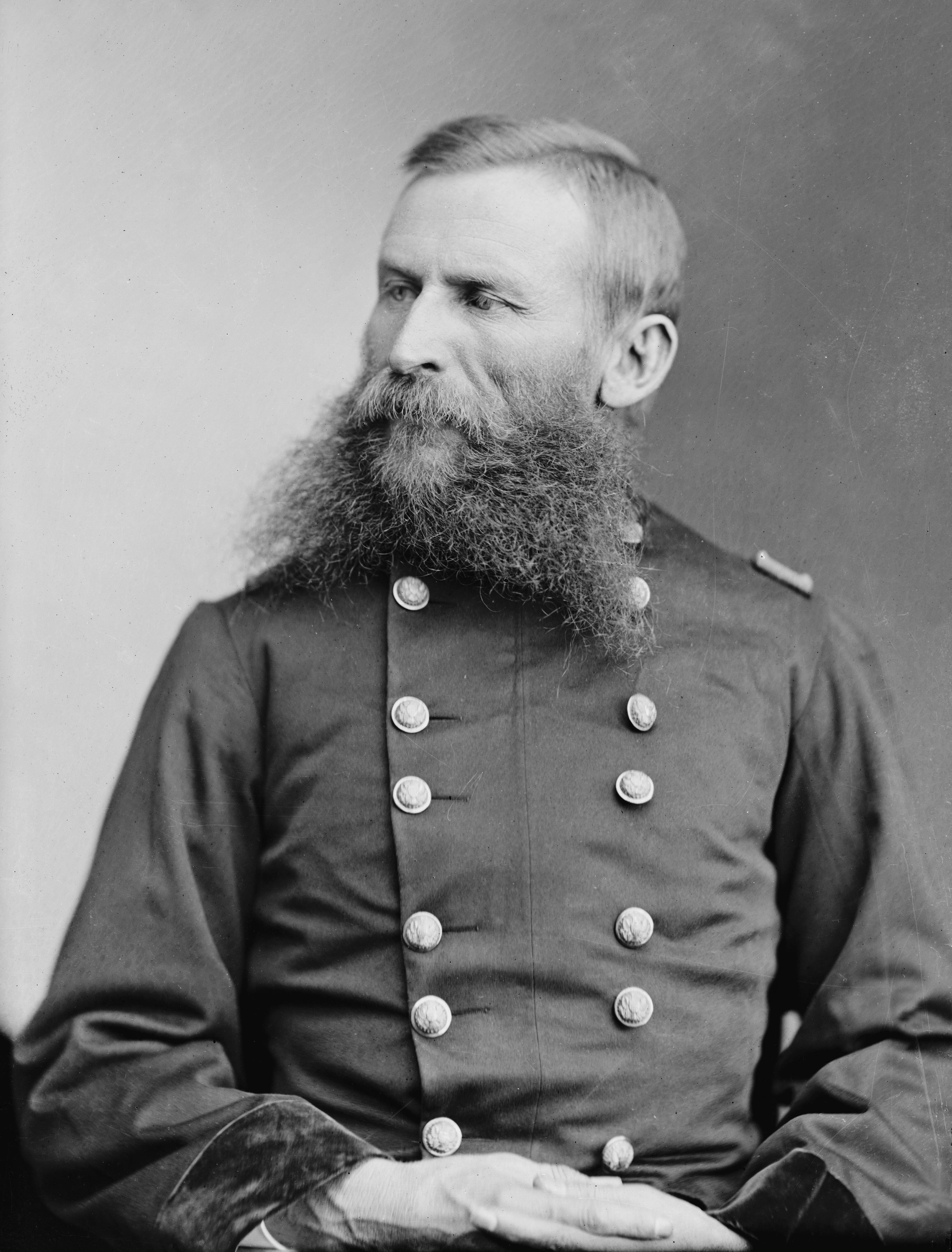
Generał George Crook

Plemiona Dakotów i Szejenów, obozujące nad Little Bighorn River na dorocznym zjeździe plemiennym, otrzymały informacje od swoich zwiadowców o zbliżającej się armii gen. George’a Crooka i postanowili wciągnąć wojska amerykańskie w zasadzkę. Oddział indiański przekroczył rzekę Little Big Horn i udał się w wąwozy nad rzeką Rosebud. Tam rozłożyli prowizoryczny obóz, który miał być przynętą dla armii Crooka.
Generał George Crook dowodził mieszanymi siłami, składającymi się z 1000 kawalerzystów i piechoty, wspieranymi przez 300 Indian z plemion Szoszonów i Wron (Absarokee), którzy mieli interes w pokonaniu Dakotów, aby odzyskać swoje tereny łowieckie. Był to jeden z trzech oddziałów wysłanych przeciwko Indianom obozującym nad Little Big Horn, w celu zmuszenia ok. 2500 wojowników oraz tysięcy kobiet, dzieci i starców z plemion Dakotów i Szejenów Północnych do powrotu na tereny rezerwatów.

## Przebieg bitwy
Bitwa rozegrała się w dość trudnym terenie, w głębokim kanionie. Jak relacjonował Crook: Zbocza były bardzo strome, pokryte sosną i najwyraźniej nie do zdobycia. Atak Indian zaskoczył żołnierzy i wywołał starcie, które trwało blisko 6 godzin. Była to nowość w taktyce Indian, którzy zawsze atakowali szybkim doskokiem i tak samo szybko się wycofywali na bezpieczną odległość, po czym cykl się powtarzał. Tym razem walka trwała nieprzerwanie, aby żołnierze amerykańscy nie mieli czasu na odpoczynek pomiędzy poszczególnymi seriami ataków. Dakotowie zaatakowali od przodu i z boków oddziału Crooka, co spowodowało rozerwanie kolumny amerykańskiej i odizolowanie oddziału kawalerii. Crook posłał do kontrataku piechotę, która spowodowała cofanie się Dakotów. Szalony Koń, który dowodził bitwą, postanowił rzucić ostatnie siły, aby powstrzymać piechotę, co mu się zresztą udało. Dakotowie, nie przyzwyczajeni do tak długich starć zaczęli się po południu powoli wycofywać z pola bitwy. Przyczynili się do tego również Szoszoni i Wrony, którzy powrócili z podjazdu wysłanego w celu zniszczenia upozorowanej osady Dakotów i zaatakowali tyły oddziałów Szalonego Konia. Uchroniło to Crooka od klęski i dało mu taktyczne zwycięstwo.

## Rezultat i skutki
Wynik bitwy nie był szokujący pod względem liczby poległych i rannych. Crook przyznawał się do straty 10 ludzi i 21 rannych, jednak statystyki armii USA wskazują na 28 zabitych i 56 rannych. Crook wycofał żołnierzy z pola bitwy i ogłosił swoje zwycięstwo, jednak z powodu zmęczenia i zniechęcenia żołnierzy, był zmuszony do odwrotu. Fakt, że Indianie zagrodzili drogę oddziałom Crooka spowodował ich unieruchomienie i opóźnienie połączenia się z 7 Regimentem Kawalerii pod dowództwem ppłk. Custera, co z kolei było jedną z przyczyn przegranej przez niego bitwy nad Little Bighorn tydzień później.